# Kocham cię na zabój (telenowela)
Kocham cię na zabój (La quiero a morir, 2008–2009) – kolumbijska telenowela z 2008 roku. Serial składa się z 120 odcinków, każdy po 60 minut. Serial emitowany jest w Polsce przez telewizję Zone Romantica.

## Opis fabuły
Nastaje dzień rocznicy ślubu Manueli (Ana María Trujillo) i Germána (Luigi Aycardi), jednak mąż opuszcza ją w tym dniu dla jej najlepszej przyjaciółki Cataliny (Martha Restrepo). W jednym z najpiękniejszych dni w ciągu roku Manuela zostaje pozbawiona domu i pieniędzy. W papierach po mężu kobieta odkrywa, że na jej nazwisko został zapisany mały domek w biednej okolicy. Tam przenosi się z córkami Julianą i Andreą.
Manuela rozpoczyna nowe życie, zakłada firmę oraz uczy się jak być przedsiębiorczą. Zakochuje się w Rito Sansónie (Mijail Mulkay) biznesmenie, który kupił poprzedni dom Manueli. Ich sielanka nie trwała długo. Rito dowiaduje się, że został oszukany w kwestiach dotyczących nieruchomości, a dokumenty wskazują, że oszustką jest Manuela. Niewinna kobieta pragnie walczyć o prawdę.

## Obsada
- Ana María Trujillo jako Manuela Sáenz
- Mijail Mulkay jako Rito Sansón Pulido
- Majida Issa jako Yuri
- Luigi Aycardi jako Germán Rico
- Ana Soler jako Lucrecia Sáenz
- Andrés Suárez jako Sergio Iragorri
- Orlando Lamboglia jako Jorge Cortázar
- Ana María Kamper jako Elisa de Sáenz de Diaz Granados
- Fernándo Arévalo jako Claudio Diaz Granados
- Margarita Muñoz jako Andrea Rico
- Luz del Sol Neisa jako Juliana Rico
- Margarita Ortega jako Viviana de Mondragón
- Catalina Aristizábal jako Cecilia Solano
- Astrid Junguito jako Eulalia Pulido
- Juan Sebastián Caicedo jako Camilo Mondragón
- Yolanda Rayo jako Piedad Saavedra
- Freddy Flórez jako Roosevelt Pulido
- Astrid Hernández jako Policarpa Pola Saavedra
- Victor Hugo Ruiz jako Gonzalo Mondragón
- Katherine Escobar jako Katherine Belalcázar
- Tommy Vázquez jako Stalin Pulido
- Ángela Vergara jako Sonia Bermúdez
- Martha Restrepo jako Catalina Rodríguez
- Gloria Lizalde jako Carmen
- Oscar Molina Higgins jako Niño Extra
- Fernando Lara